# العكود (حزم العدين)

تعديل مصدري - تعديل

العكود محلة تابعة لقرية المقابل، التابعة لعزلة بني وائل بمديرية حزم العدين إحدى مديريات محافظة إب في الجمهورية اليمنية، بلغ تعداد سكانها 101 حسب تعداد اليمن لعام 2004.